# Eudexia formidabilis
Eudexia formidabilis är en tvåvingeart som först beskrevs av Jacques-Marie-Frangile Bigot 1889.  Eudexia formidabilis ingår i släktet Eudexia och familjen parasitflugor. Inga underarter finns listade i Catalogue of Life.